# Резолюция Совета Безопасности ООН 497
Резолюция Совета Безопасности ООН № 497 — резолюция Совета Безопасности ООН, единогласно принятая 17 декабря 1981 года на 2319-м заседании Совета Безопасности ООН в связи с израильским Законом о Голанских высотах, ратифицированным Кнессетом 14 декабря того же года. Совет Безопасности постановил, что израильский закон, де-факто аннексировавший сирийские Голанские высоты, является «недействительным и не имеющим международно-правовой силы», и потребовал от Израиля отменить его. Совбез поручил генеральному секретарю доложить Совету Безопасности в течение двух недель о выполнении резолюции и постановил, что в случае невыполнения резолюции Израилем соберётся срочно не позднее 5 января 1982 года для обсуждения дальнейших действий в соответствии с Уставом ООН.
Израиль не выполнил резолюцию, и после длительных дискуссий проект резолюции по Главе VII Устава ООН, в которой международное сообщество призывалось к действиям против Израиля, было 20 января 1982 года ветировано США. 5 февраля 1982 года чрезвычайная специальная сессия Генеральной Ассамблеи Организации Объединённых Наций 86 голосами против 21 приняла резолюцию, призывающую к бойкоту Израиля (США и многие другие западные государства проголосовали против).

## Текст резолюции
Резолюция № 497 от 17 декабря 1981 года
Совет Безопасности, 
 рассмотрев письмо Постоянного представителя Сирийской Арабской Республики от 14 декабря 1981 года, содержащееся в документе S/14791, 
вновь подтверждая, что приобретение территории силой является недопустимым в соответствии с Уставом Организации Объединённых Наций, принципами международного права и соответствующими резолюциями Совета Безопасности,
1. постановляет, что решение Израиля установить свои законы, юрисдикцию и управление на оккупированных сирийских Голанских высотах является недействительным и не имеет международной юридической силы;
2. требует, чтобы Израиль, оккупирующая держава, немедленно отменил своё решение;
3. заявляет, что все положения Женевской конвенции о защите гражданского населения во время войны от 12 августа 1949 года по-прежнему распространяются на сирийскую территорию, оккупируемую Израилем с июня 1967 года;
4. просит Генерального секретаря представить Совету Безопасности доклад об осуществлении настоящей резолюции в течение двух недель и постановляет, что в случае невыполнения её Израилем Совет соберётся срочно, и не позднее 5 января 1982 года, для того чтобы рассмотреть принятие должных мер в соответствии с Уставом Организации Объединённых Наций.

 Принята единогласно на 2319-м заседании.
— официальный сайт ООН

## Голосование
| За (15) | Воздержались (0) | Против (0) |
| --- | ---------------- | ---------- |
| - Великобритания - Китай - СССР - США - Франция - ГДР - Ирландия - Испания - Мексика - Нигер - Панама - Тунис - Уганда - Филиппины - Япония |                  |            |